# Ковалюк Василь Митрофанович
Васи́ль Митрофа́нович Ковалю́к (* 26 березня 1937, с. Кащенці на Хмельниччині — † 14 січня 2000) — український письменник.

## З життєпису
Закінчив філологічний факультет Дніпропетровського університету.
Лауреат обласної премії імені Олександра Стовби. 1978 року став членом Дніпропетровської обласної організації Спілки письменників України, заслужений журналіст України, почесний залізничник.
Протягом багатьох років був редактором газети «Придніпровська магістраль» — редагував аж до січня 2000.
Автор повістей
- «Дума про трьох братів», 1977, «Промінь»,
- «Передзвін», 1981,
- «Дерево твоєї весни»,
- «Горобина ніч»,
- збірки новел «Спалахи» — 1972,
- романів «Крута верста»,
- «Розп'яття», Дніпропетровськ, «Січ», 1995,
- «Престол», ІМА-прес, 1999.
- Вечірня молитва, Дніпропетровськ, ІМА-прес, 1997,
- «Повісті та новели», Дніпропетровськ, «Промінь», художник Володимир Любарський, 1986.